# 小嶋新太
小嶋 新太（こじま あらた、1975年4月24日 - ）は、神奈川県出身の、日本の柔道選手である。階級は100kg級。身長180cm。

## 経歴
弦巻中学に入学して講道学舎の所属となると、3年の時には近代柔道杯とマルちゃん杯の団体戦で2位になった。全国中学校柔道大会には都予選で国士舘中学に敗れて出場できなかった。世田谷学園高校へ進むと、1年の時には金鷲旗で3位、インターハイ団体戦では決勝で天理高校と対戦すると、大将戦で190cm、150kgの竹之下勝正に崩袈裟固で敗れて2位に終わった。全国高校選手権の団体戦では1学年上の瀧本誠や小斎武志とともに活躍して優勝した。2年の時には金鷲旗とインターハイでも優勝して、5年ぶり3度目の高校団体3冠(高校選手権、金鷲旗、インターハイ)を達成した。高校選手権では準決勝の大牟田高校戦で1年生エースの高森啓吾に開始僅か5秒の内股すかしで敗れると、他のメンバーも次々と敗れた。結果、高森1人に4人抜きされるなど名門・世田谷学園高校にあるまじき前代未聞の屈辱を味わって3位に終わった。3年の時には金鷲旗決勝で東海大相模高校と対戦すると、大将戦のエース対決で宮内寛二を小外刈で破ってチームに優勝をもたらした。インターハイ団体戦では決勝の東海大相模高校戦で三矢諭が宮内に敗れて2位にとどまった。
1994年には日本体育大学へ進むと、1年の時には正力杯95kg超級で3位、ジュニア体重別では優勝を飾った。2年の時には正力杯で再び3位になると、優勝大会ではチームの3位に貢献した。4年の時には体重無差別で争われる全日本学生選手権の決勝で中央大学3年の清水隆博を小外掛で破って優勝を飾った。講道館杯の100kg超級では3位になった。正力国際の無差別では世界選手権3位である中国の潘松を破って優勝を飾った。
1998年には綜合警備保障の所属となると、階級を100kg級に変更した。1999年には講道館杯で3位となった。2000年の体重別で3位となると、実業個人選手権では決勝で九州電力の宗真一郎を破って優勝した。2001年には全日本選手権の準決勝で旭化成の篠原信一に支釣込足で敗れるも3位入賞を果たした。実業個人選手権では決勝で京葉ガスの中村和裕を破って2連覇を達成した。2002年の講道館杯では決勝で神奈川県警の庄司武男に敗れて2位だった。引退後は全日本男子ジュニアコーチなどを経て日体大柔道部の副監督になった。

## 戦績
- 1990年 -　近代柔道杯　団体戦　2位
- 1990年 -　マルちゃん杯　団体戦　2位
- 1991年 -　金鷲旗　3位
- 1991年 -　インターハイ　団体戦　2位
- 1992年 -　全国高校選手権　団体戦　優勝
- 1992年 -　金鷲旗　優勝
- 1992年 -　インターハイ　団体戦　優勝
- 1993年 -　全国高校選手権　団体戦　3位
- 1993年 -　金鷲旗　優勝
- 1993年 -　インターハイ　団体戦　2位

95kg超級での戦績
- 1994年 -　正力杯　3位
- 1994年 -　ジュニア体重別　優勝
- 1995年 -　正力杯　3位
- 1995年 -　優勝大会　3位
- 1997年 -　全日本学生選手権　優勝(無差別)
- 1997年 -　講道館杯 3位(100kg超級)
- 1998年 -　正力国際　優勝(無差別)

100kg級での戦績
- 1999年 -　講道館杯 3位
- 2000年 -　体重別　3位
- 2000年 -　実業個人選手権　優勝
- 2000年 -　講道館杯 3位
- 2001年 -　全日本選手権　3位
- 2001年 -　実業個人選手権　優勝
- 2002年 -　講道館杯 2位
- 2003年 -　体重別　3位

(出典、JudoInside.com)